# گمینا چارنگا
گمینا چارنگا (به لهستانی:  Gmina Czarnia) یک گمینا در لهستان است که در شهرستان اوستروونکا واقع شده‌است. گمینا چارنگا ۹۲٫۵۳ کیلومتر مربع مساحت و ۲٬۶۲۰ نفر جمعیت دارد.